# Limnephilus externus
Limnephilus externus là một loài Trichoptera trong họ Limnephilidae. Loài này có ở miền Ấn Độ - Mã Lai, Nearctisch và miền Cổ bắc.